# Henri Matisse
Henri-Émile-Benoît Matisse (Le Cateau-Cambrésis, 31. prosinca 1869.  – Nice, 3. studenog 1954.), francuski slikar, grafičar, kipar i dekorater.
Napustio je pravnu karijeru i s 22 godine otišao u Pariz učiti slikarstvo u ateljeu Gustava Moreaua u čijoj se radionici okupila gotovo većina tadašnjih mladih slikara koji su poslije činili pokret fovizma. Uz Matissea, bili su tu i André Derain, Maurice de Vlaminck, Georges Braque, Raoul Dufy i mnogi drugi. Taj naraštaj slijedio je prije svega svoj instinkt.
Od impresionističkog luminizma putovalo se u područje čistog kolorita. Nastup mladih slikara izazvao je negodovanje i šire publike i kritičara.  Dočekivali su ih s porugom kao što su bili dočekivani svi novatori francuske umjetnosti. Fovizam je kao pokret trajao samo nekoliko godina. Nakon toga članovi skupine počeli su slijediti i druge pravce. Najznačajnija Matisseova slika toga razdoblja je kompozicija  Ples . Već u tom djelu dolaze do izražaja bitna svojstva Matisseova opusa, plošni tretman, zatvorene obojene površine bez tonskih prijelaza te izrazit smisao za pokret i krivulju što se postupno preobražava u arabesku. U intimnom interijeru likovi su prikazani s vazama i cvjetnim aranžmanima te bogatom šarenom tapetom koja ih uokviruje.  Potaknuti su putovanjima u Maroko kao i egzotičnim krajolicima iz Tangera. Svjetski ugled Matisse stječe u Njemačkoj i Americi, a osobito u Rusiji. U kasnijim djelima sve se više usredotočuje na mrtve prirode te aranžirano cvijeće i voće. Majstora boje povremeno su privlačili radovi u plastici, litografije i keramika.
Matisse je nastavio tradiciju velikog francuskog slikarstva u novoj, suvremenijoj varijanti. I francuska slikarska mladež i stranci koji su hrlili u Pariz, u tu slikarsku Meku, bili su oduševljeni njegovim mislima. Utjecaj Matisseova slikarstva na Europu i svjetsko slikarstvo bio je već tih godina golem, a tako je ostalo i do danas.

## Život i djelo

### Rani život
Matisse je rođen u gradiću Le Cateau-Cambrésis, departman Nord, Francuska, kao najstariji sin uspješnog trgovca žitom. Odrastao je u gradiću Bohain-en-Vermandois, Pikardija. Godine 1887. zaputio se u Pariz na studij prava, a nakon što je završio studij radio je kao sudski administrator u gradiću Le Cateau-Cambrésis. Počeo je slikati 1889. nakon što mu je majka kupila pribor za slikanje, dok se oporavljao od upale crvuljka. Kasnije je opisivao da je tada otkrio "vrstu raja" i odlučio je postatio umjetnik, na duboko razočaranje oca.
Godine 1891., vratio se u Pariz na studij umjetnosti na školu "Académie Julian" i postao učenik William-Adolphe Bouguereau i Gustave Moreau. U početku je slikao mrtvu prirodu i pejzaže na tradicionalni način, u čemu je dostigao određenu vještinu. Na Matissea su utjecali radovi ranih majstora poput Jean-Baptiste-Siméon Chardina, Nicolas Poussina i Antoine Watteaua, kao i suvremeni umjetnici poput Édouard Manet, i japanska umjetnost. Najviše se divio Chardinu; kao učenik naslikao je kopije četiri njegove slike iz Louvrea. Godine 1896. i 1897., Matisse je posjetio australskog slikara John Peter Russell na otoku Belle Île ispred obale Bretanje. Russell ga je upoznao s impresionizmom i radovima van Gogha koji je bio Russellov prijatelj i do rada potpuno nepoznat. Matisseov stil se u potpunosti izmijenio, i kasnije je govorio da je Russell bio njegov učitelj i da mu je Russell objasio teoriju boja.
Godine 1896. Matisse je izložio pet slika u salonu "Société Nationale des Beaux-Arts", od kojih je dvije kupila država.
S modelom Caroline Joblau, imao je kćerku, Marguerite, rođenu 1894. Godine 1898. oženio je Amélie Noellie Parayre; zajedno su odgojili Marguerite, te imali dva sina Jeana (rođenog 1899.) i Pierrea (rođenog 1900.). Marguerite i Amélie često su Matisseu poslužili kao modeli.
Godine 1898. na savjet Camille Pissarro, otišao je u London pručavati slike J. M. W. Turner a nakon toga na put na Korizku. Nakon povratka u Pariz u veljači 1899., radio je uz Albert Marquet i upoznao André Derain, Jean Puy, i Jules Flandrin.
Matisse se uronio u djela drugih autora i zadužio se kupujući slike umjetnika koje je cijenio. Djela koje je kupio i izložio u vlastitom domu su bila poprsja od gipsa koje je izradio Rodin, slike Gauguina, crteži drawing by van Gogh, i Cézanneove "Tri kupačice" (Three Bathers). U Cézanneovu osjećaju za strukturu i boju, Matisse je našao svoju glavnu inspiraciju.
Mnoge njegove slike nastale od 1898. do 1901. koriste tehnike divizionizma koje je prihvatio nakon što je pročitao esej Paul Signaca,  "D'Eugene Delacroix au Néo-impressionisme". Njegove slike od 1902. do 1903. u vrijeme njegovih materijalnih problema, su tmurne i otkrivaju preokupaciju formom. Okušao se i u skulpturi, kopirajući iza Antoine-Louis Baryea 1899., a posvetio je velik dio energije glini, te završio skulpturu "Roba" 1903.

### Fovizam
Fovizam kao stil započeo je oko 1900., te se nastavio nakon 1910. iako je pokret trajao svega nekoliko godina, 1904. – 1908., i imao tri izložbe. Vodeći umjetnici bili su Matisse i André Derain. Matisseova prva samostalna izložba održana je 1904., u galeriji Ambroisea Vollarda, te nije doživjela neki uspjeh. Njegova naklonost za svjetle i izražene boje postala je naglašena nakon što je ljeto 1904. proveo slikajući u St. Tropezu s neoimpresionistima Signacom i Henri Edmond Crossom. Te godine naslikao je i najvažnije svoje djelo neoimpresionističkog stila "Luxe, Calme et Volupté". Godine 1905. ponovno je putovao na jug raditi s André Derain u Collioure. Njegove slike toga razdoblja karakteriziraju plosnati oblici i kontrolirane linije, te upotreba peontilizma na manje strogi način nego u ranijim djelima.
Godine 1905. Matisse i grupa umjetnika pod nazivom "Fauves" izlagali su zajedno u salonu "Salon d'Automne". Slike su izražavale emocije često s disonantnim bojama bez obzira na prirodne boje subjekata. Matisse ja na izložbi pokazao slike "Otvoreni prozor" i "Žena sa šeširom". Kritičar Louis Vauxcelles opisao je djela s izrazom "Donatello parmi les fauves!" (Donatello među divljim zvjerima), što se odnosila na skulpturu koja se nalazila među slikama. Njegovi komentari tiskani su 17. listopada 1905. u novinama "Gil Blas" i zadobili popularnost. Izložba je dobila oštre kritika, ali i neke pohvale.
Kada su pohvaljenu sliku "Dama sa šeširom", kupili Gertrude i Leo Stein, Matisseov umjetnički moral se značajno oporavio.
Matisse je prepoznat kao vođa fovista zajedno s Andréom Derainom, te su obojica postali prijateljski suparnici, te imali svaki svoje sljedbenike. Ostali članovi su bili Georges Braque, Raoul Dufy i Maurice de Vlaminck. Simbolist Gustave Moreau (1826. – 1898.) bio je duhovni učitelj pokreta, te je kao profesor na "École des Beaux-Arts" u Parizu, poticao studente da misle izvan linija formalnosti i da slijede vlastite vizije.
Godine 1907. Apollinaire je komentirajući Matissea u članku objavljenom u "La Falange", rekao da ne prisutvujemo ekstravagantnom ili ekstremnom pothvatu; Matisseova umjernost je eminentno razumna. Ali Matisseov rad je u to vrijeme i doživio žestoke kritike, te mu je teško bilo skrbiti za obitelj. Njegova kontraverzna slika iz 1907. "Nu bleu" kritički je spaljena s mržnjom na izložbi "Armory Show" u Chicagu 1913.
Pad pokreta fovista nakon 1906. nije utjecao na Matisseov uspon. Neka do njegovih najboljih djela nastala su od 1906. do 1917., kada je bio aktivni dio velike skupine umjetnika u pariškoj četvrti Montparnasse, iako se sa svojim konzervativnim nastupom i strogim buržoazijskim radnim navikama nije uklapao. Nastavio je upijati nove utjecaje; putovao je u Alžir 1906. gdje je učio afričku umjetnosti. Nakon što je posjetio izložbu islamske umjetnosti u Münchenu 1910. proveo je dva mjeseca u Španjolskoj proučavajući maursku umjetnost.
Posjetio je Maroko 1912. i 1913., i dok je slikao u Tangeru uveo je nekoliko novih tehnika u svoja djela, kao što je npr. korištenje crne kao boje. Učinak na njegovu umjetnost bio je nova odvažnost u upotrebi intenzivnih nepromijenjenih boja, kao npr. na slici "Crveni atelje" (1911).
Matisse je imao dugogodišnju uspješnu suradnju s ruskim skupljačem umjetnina Sergejem Ščukinom. Jedno od svojih važnijih djela "Ples" naslikao je kao dio dvodijelne narudžbe za Ščukina.

### Gertrude Stein, Académie Matisse i sestre Cone
Otprilike u travjnu 1906. upoznao je Pabla Picassa koji je bio dvanaest godina mlađi od Matissea. Postali su doživotni prijatelji kao i suparnici te su čestu uspoređivani; ključna razlika među njima je bila da je Matisse crtao i slikao iz prirode, dok je Picasso naginjao više mašti. Oboje su najčešće slikali žene i mrtvu prirodu, dok Matisse svoje figure stavlja u potpuno realizirane interijere. 
Matisse i Picasso su prvi puta zajedno okupljeni u salonu Gertrude Stein i njene pratiteljice Alice B. Toklas. Tijekom prvog desetljeća 20. stoljeća, amerikanci u Parizu – Gertrude Stein, njen braća Leo Stein, Michael Stein i Michaelova žena Sarah Stein — bili su važni sakupljači Matisseovih slika.Još dvoje prijateljica Gertrude Stein, amerikanke iz Baltimorea, sestre Cone, Claribel i Etta, postale su važne pokrovitelji Matisseove i Picassove umjetnosti, te su skupili stotine njihovih slika.
Kolekcija sestare Cone izložena je u Baltimoreu u muzeju Baltimore Museum of Art.
Iako su brojni umjetnici posjetili salon Stein, nekolicina umjetnika je imala svoja djela izložena na zidovima na adresi 27 Rue de Fleurus. Dok su djela Renoira, Cézannea, Matissea i Picassa dominirala u kolekciji Lea i Gertrude Stein, kolekcija Sarah Stein naglašavala je Matissea. Suvremenici Lea i Gertrude Stein, Matisse i Picasso postali su dio njihova društvenog kruga i redovito prisustvovali okupljanjima subotom navečer na adresi 27 Rue de Fleurus.
Gertrude je početke subotnjih druženja pripisala Matisseu Među poznanicima Pabla Picassa koji su posjećivali druženja subotom navečer bili su Fernande Olivier (Picassova ljubavnica), Georges Braque, André Derain, pjesnici Max Jacob,  Guillaume Apollinaire, Marie Laurencin (Apollinaireova ljubavnica i umjetnica) i Henri Rousseau.
Njegovi prijatelji organizirali su i financirali Académie Matisse u Parizu, privatnu u nekomercijalnu školu u kojoj je Matisse učio mlade umjetnike. Djelovala je od 1907. do 1911. Hans Purrmann i Sarah Stein bili su jedni od učenika. Matisse je proveo sedam mjeseci u Maroku od 1912. do 1913., kada je naslikao 24 slike i brojne crteže. Njegovi učestale orijentalne teme u kasnijim slikama, kao što su bijele robinje potječu iz tog vremena.

### Nakon Pariza
Godine 1917. Matisse je preselio u Cimiez, predgrađe grada Nice. Njegova djela iz tog vremena nakon preseljenja pokazuje opuštanje i njegov blaži pristup. Taj "povratak redu" je karakteristika umjetnosti nakon prvog svjetskog rata i usporediva je s neoklasicizmom Picassa i Stravinskog, i povratku tradicionalizmu Deraina.
Njegove slike orijentalnih bijelih robinja karakteristika su razdoblja; iako su bile popularne neki suvremeni kritičari karakteriziraju ih plitkima i dekorativnim.
U kasnim 1920-im Matisse se ponovno uključio u aktivnu suradnju s drugim umjetnicima. 
Nakon 1930. nova snaga i odvažnije pojednostavljivanje pojavljuje se u njegovim djelima. Američki sakupljač umjetnosti Albert C. Barnes nagovorio ga je da napravi veliki mural za fundaciju Barnes (engl. "Narnes Foundation"), "Ples II", koja je dovršena 1932. Fundacije posjednuje nekoliko desetaka Matisseovih slika. Ovaj novi načina slikanja vidljive je i na slici engl. "Large Reclining Nude" (hrv. "Veliki ležeći akt") (1935). 
Na slici je radio nekoliko mjeseci, a nastanak slike zabiljećen je nizom 22 fotografije koje je poslao Etti Cone.

### Ratne godine
Godine 1939. rastao se od svoje supruge nakon 41 godine braka. Godine 1941. operiran je i učinjena mu je kolostoma. Nakon toga je počeo koristiti invalidska kolica, te se do njegove smrti o njemu brinula ruskinja Lidija Delektorskaja, njegov bivši model. Uz pomoćnike stvarao je papirnate kolaže, često velikih razmjera, nazivane "gouaches découpés". Serija "Plavi aktovi" najbolji su primjer tehnike koje je nazivao "slikanje škarama"; pokazivali su sposobnost donošenja njegovog smisla za boju i geometriju u novi medij krajnje jednostavnosti, ali s razigranom i razdraganom snagom.
Tijekom 1940-ih radio je kao grafički umjetnik i producirao crno-bijele ilustracije za brojne knjige, te preko stotinu izvornih litografa u studiju Mourlot u Parizu.
Matissea je cijenio grčki pjesnik, nobelovac Odiseas Elitis. Elitis je s Matisseom upoznao zajendički prijatelj Tériade. Matisse je slikao zid blagavaonice Tériadeove rezidencije "Villa Natacha" u mjestu Saint-Jean-Cap-Ferrat, koje je Elytis često spominjao u svojim pjesmama.
Matisse, inače apolitičan, bio je šokiran kada je čuo da je njgova kćerka Marguerite, koja je bila aktivna u francuskom pokretu otpora tijekom rata, bila mučena (gotovo do smrti) u zatvoru u Rennesu i osuđena na koncentracijski logor Ravensbrück. (Marguerite je izbjegla logor, nakon što je pobjegla u šumu iz vlaka za Ravensbrück tijekom napada savezinčkih zrakoplova.)
Matisseov učenik Rudolf Levy ubijen je u koncentracijskom logoru Auschwitz 1944.
Godine 1947. izdao je "Jazz", ograničeno izdanje oko stotinu otisaka raznobojnih izreza kolaža praćenih zapisanim mislima. Tériade, cijenjeni izdavač umjetničkih djela 20. stoljeća, izveo je Matisseove izreze kao otiske matrice.

### Posljednji dani
God. 1951. Matisse je završio četverogodišnji projekt uređenja interijera vitrajima Kapele Ružarija u Venceu (Chapelle du Rosaire de Vence), koja se često naziva „Kapelom Matisse”. Sljedeće godine je osnovao Muzej Matisse u rodnom Le Cateau koji sadrži treću najveću kolekciju njegovih radova.
Njegov posljednji rad bio je dizajn vitraja u Unionističkoj crkvi u Pocantico Hillsu (New York (država) za Davida Rockefellera, čija je maketa visjela na zidu njegove sobe u kojoj je preminuo u 84. godini, u studenom 1954. god.
Sahranjen je na groblju samostana Notre Dame de Cimiez, u blizini Nice.

## Vanjske poveznice

### Sestrinski projekti
|  | Zajednički poslužitelj ima još gradiva o temi Henri Matisse |

### Mrežna mjesta
- LZMK / Hrvatska enciklopedija: Matisse, Henri
- LZMK / Proleksis enciklopedija: Matisse, Henri
- Henri Matisse na Artchive
- Henri Matisse: Life and Work (engl.)